# 日本基督教団松山教会

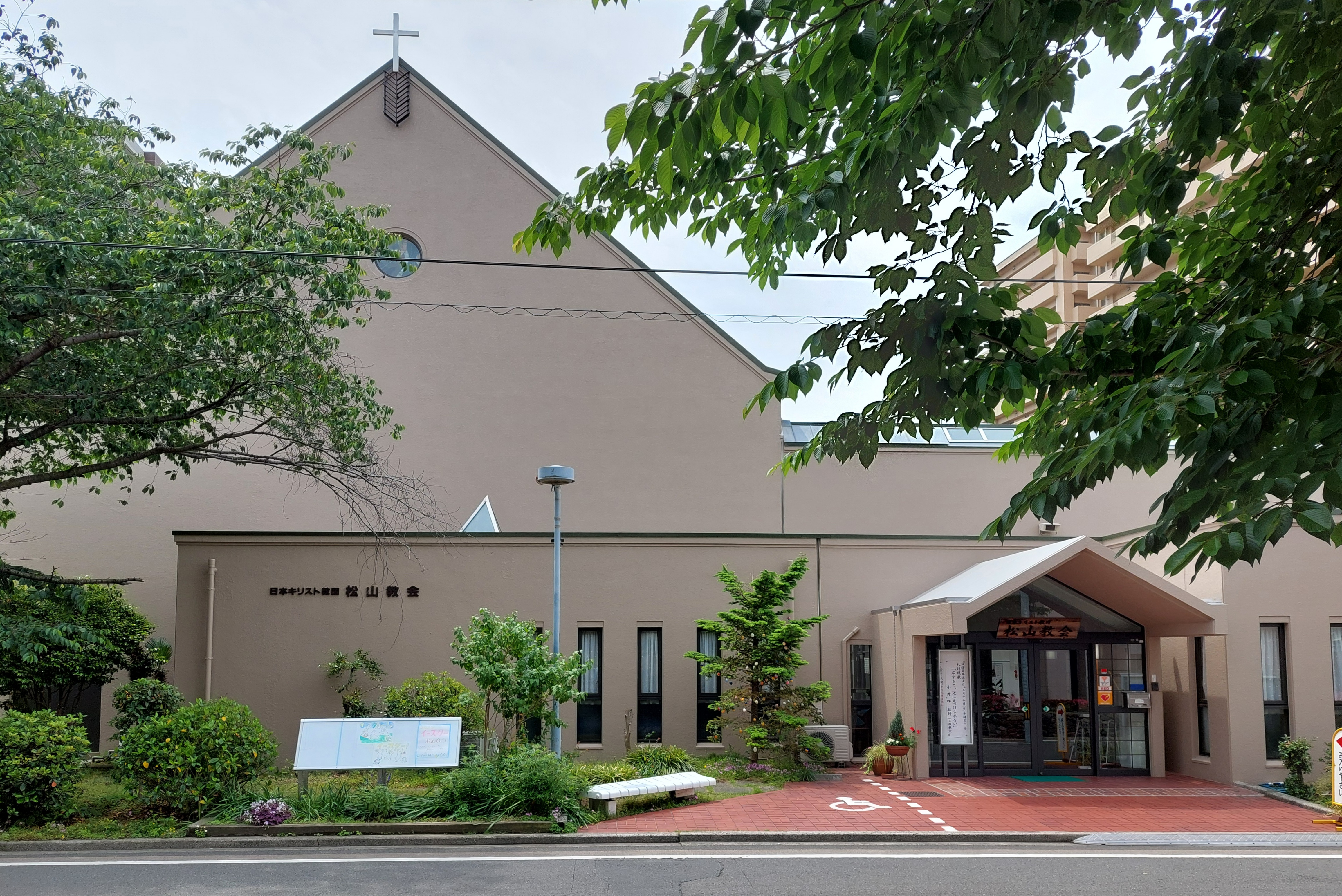
日本基督教団松山教会

日本基督教団松山教会（にほんキリストきょうだん まつやまきょうかい）は、愛媛県松山市にある組合教会系の日本基督教団の教会である。

## 概要
1879年（明治12年）12月に日本組合基督教会の今治教会により、松山伝道が開始される。
1881年（明治14年）7月5日、新島襄、松山高吉、横井時雄、上代知新らが来訪して午後2時と6時に大説教会を行った。聴衆は昼700名、夜200-300名ほど。
1883年（明治16年）に今治教会の伝道師二宮邦次郎が定住して、1885年（明治18年）1月28日に組合教会松山第一基督教会を設立する。二宮邦次郎が初代牧師に就任する。横浜バンドで、伊予松山藩士族の押川方義が所有していた寄席を仮会堂として発足する。
1887年（明治20年）、松山市内の巽小学校跡地の土地家屋を購入する。教会員の西村清雄とコーネリア・ジャドソンが協力して普通夜学会（現・松山学院高等学校）を設立する。
1919年（大正8年）には教会付属石手川幼稚園を設立する（のち閉園）。
1945年（昭和20年）7月に戦災で会堂が焼失する。1948年（昭和23年）、三番町の八坂小学校跡地に会堂を再建する。
1961年（昭和36年）に養護施設あゆみ学園を設立する。
1984年（昭和59年）に松山市味酒町2丁目の土地を購入して現在の会堂を建築し、1986年（昭和61年）2月9日に献堂式を行った。

## 歴代牧師
- 二宮邦次郎（1885年 - 1903年）
- 富田政（1903年 - 1906年）
- 二瓶要蔵（1907年 - 1915年）
- 鈴木浩二（1916年 - 1917年）
- 平岡徳次郎（1919年 - 1938年）
- 佐藤健男（1938年 - 1946年）
- 田中伊佐久（1947年 - 1960年）
- 山下萬里（1960年 - 1970年）
- 平山武秀（1970年 - 1983年）
- 中村博（1983年 - 年）

## 関係者
- 長屋忠明 - 教会員、政治家。
- 南廉平
- 山本和